# 切比雪夫偏差

直至為止的的值。

在數論上，切比雪夫偏差（Chebyshev's bias）指的是說在多數時候，在給定的界限下，除4餘3的質數個數，會多於除4餘1的質數的現象。這現象最早由帕夫努季·切比雪夫於1853年觀察到。

## 敘述
設{\displaystyle \pi (x;n,m)}為不大於x且形如{\displaystyle nk+m}的質數的數量，那麼根據質數定理在算術數列上的推廣，有以下關係：
{\displaystyle \pi (x;4,1)\sim \pi (x;4,3)\sim {\frac {1}{2}}{\frac {x}{\log x}}.}
也就是說，大約一半的質數除4餘1，另外一半則是除4餘3的。因此一個合理的猜測是{\displaystyle \pi (x;4,1)>\pi (x;4,3)}跟{\displaystyle \pi (x;4,3)>\pi (x;4,1)}的發生率大約相等；然而這點並不受數據支持，實際上，{\displaystyle \pi (x;4,3)>\pi (x;4,1)}遠遠更常發生。像例如說對於所有小於26833且不等於5、17、41及461的x而言，{\displaystyle \pi (x;4,3)>\pi (x;4,1)}，而在x等於5、17、41及461的狀況下，則有{\displaystyle \pi (x;4,3)=\pi (x;4,1)}；而第一個使得{\displaystyle \pi (x;4,1)>\pi (x;4,3)}的x是26861，也就是說，對於任意的x < 26861而言，{\displaystyle \pi (x;4,3)\geq \pi (x;4,1)}。
更一般地，若{\displaystyle 0<a,b<n}是整數，其彼此的最大公因數有{\displaystyle \gcd(a,n)=\gcd(b,n)=1}這樣的關係，且a為模n的二次剩餘a為模n的二次非剩餘，那麼{\displaystyle \pi (x;n,b)>\pi (x;n,a)}是更常發生的。這點只有在假定強形式的黎曼猜想成立的狀況下得證。
Knapowski和圖蘭兩氏曾提出更強的猜想，認為使得{\displaystyle \pi (x;4,3)>\pi (x;4,1)}成立的x的密度為一，也就是說{\displaystyle \pi (x;4,3)>\pi (x;4,1)}對幾乎所有的x成立；然而這兩氏提出的猜想已被否證；而實際上使之成立的數的對數密度大約為0.9959....。

## 推廣
相關的問題可轉化成對於{\displaystyle k=-4}而言，使得{\displaystyle \sum _{q\leq p,\ q\ {\text{is prime}}}\left({\frac {k}{q}}\right)>0}成立的最小質數p，其中{\displaystyle \left({\frac {m}{n}}\right)}是克羅內克符號；然而對於任意給定的不為零的k（不僅是{\displaystyle k=-4}），也能找使上式成立的最小質數p。從質數定理可知，對於任意非零的整數k，有無限多個質數p滿足此條件。
對於正整數{\displaystyle k=1,2,3,\cdots }而言，最小質數p如下所示：
2, 11100143, 61981, 3, 2082927221, 5, 2, 11100143, 2, 3, 577, 61463, 2083, 11, 2, 3, 2, 11100121, 5, 2082927199, 1217, 3, 2, 5, 2, 17, 61981, 3, 719, 7, 2, 11100143, 2, 3, 23, 5, 11, 31, 2, 3, 2, 13, 17, 7, 2082927199, 3, 2, 61463, 2, 11100121, 7, 3, 17, 5, 2, 11, 2, 3, 31, 7, 5, 41, 2, 3, ... （ A306499是 A003658對於{\displaystyle k=1,5,8,12,13,17,21,24,28,29,33,37,40,41,44,53,56,57,60,61,\cdots }的子序列）
對於負整數{\displaystyle k=1,2,3,\cdots }而言，最小質數p如下所示：
2, 3, 608981813029, 26861, 7, 5, 2, 3, 2, 11, 5, 608981813017, 19, 3, 2, 26861, 2, 643, 11, 3, 11, 31, 2, 5, 2, 3, 608981813029, 48731, 5, 13, 2, 3, 2, 7, 11, 5, 199, 3, 2, 11, 2, 29, 53, 3, 109, 41, 2, 608981813017, 2, 3, 13, 17, 23, 5, 2, 3, 2, 1019, 5, 263, 11, 3, 2, 26861, ... （ A306500是 A003657對於{\displaystyle k=-3,-4,-7,-8,-11,-15,-19,-20,-23,-24,-31,-35,-39,-40,-43,-47,-51,-52,-55,-56,-59,\cdots }的子序列）
對於任意非平方整數k而言，多數時候，在給定的界限下，使得{\displaystyle \left({\frac {k}{p}}\right)=-1}的質數p會多於使得{\displaystyle \left({\frac {k}{p}}\right)=1}質數p。

## 延伸至高次剩餘
設m和n是兩個彼此互質的正整數，那麼可定義以下函數：
{\displaystyle f(m,n)=\sum _{p{\text{ is prime, }}p\,\mid \,\varphi (n),\ x^{p}\,\equiv \,m{\pmod {n}}{\text{ has a solution }}}\left({\frac {1}{p}}\right)}
其中{\displaystyle \varphi }是歐拉函數。
這函數的一些數值如次：{\displaystyle f(1,5)=f(4,5)=1/2,f(2,5)=f(3,5)=0,f(1,6)=1/2,f(5,6)=0,f(1,7)=5/6,f(2,7)=f(4,7)=1/2,f(3,7)=f(5,7)=0,f(6,7)=1/3,f(1,8)=1/2,f(3,8)=f(5,8)=f(7,8)=0,f(1,9)=5/6,f(2,9)=f(5,9)=0,f(4,9)=f(7,9)=1/2,f(8,9)=1/3}。
目前有猜想認為，若若{\displaystyle 0<a,b<n}是整數，其彼此的最大公因數有{\displaystyle \gcd(a,n)=\gcd(b,n)=1}這樣的關係，且同時{\displaystyle f(a,n)>f(b,n)}成立，那麼{\displaystyle \pi (x;n,b)>\pi (x;n,a)}是更常發生的。

## 外部連結
- 埃里克·韦斯坦因. . MathWorld.
- （OEIS數列A007350）─給出除4餘3的質數個數和除4餘1的質數相對個數彼此交換的點的列表
- （OEIS數列A007352）─給出除3餘1的質數個數和除3餘2的質數相對個數彼此交換的點的列表